# غيلبرت ليفين
غيلبرت ليفين (بالإنجليزية: Gilbert Levin)‏ هو مهندس أمريكي، ولد في 1950.